# Leakey (cráter)

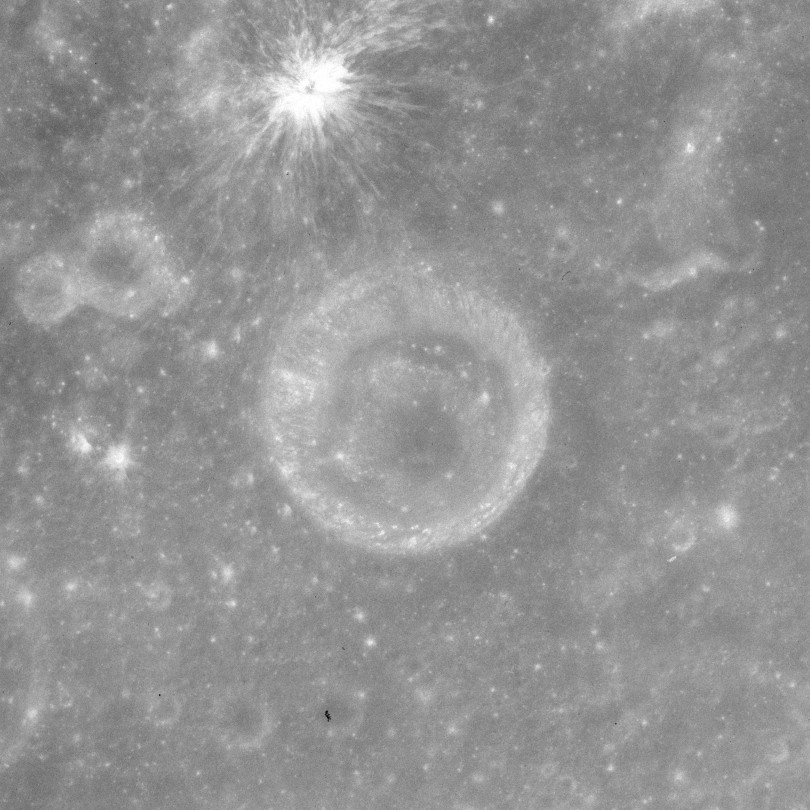
Fotografía de la misión Apolo 16

Leakey es un pequeño cráter de impacto que se encuentra en un área de terreno accidentado en la parte oriental de la Luna. El entorno inmediato no es especialmente reseñable, aunque a cierta distancia al suroeste se halla el par cráteres formado por Capella e Isidorus. En la zona comprendida entre estos dos cráteres y Leakey se sitúa un sistema de grietas designado Rimae Gutenberg, que sigue un curso hacia el sureste.
|  |

Se trata de una formación circular en forma de cuenco que es significativamente simétrica y no muestra signos de erosión. Las paredes interiores descienden hasta un anillo de material de bajo albedo que tiene un diámetro alrededor de la mitad del propio cráter. El brocal tampoco aparece notablemente erosionado, careciendo del cráter de características de interés.